# یواس‌اس کارین (ای‌اف-۳۳)
یواس‌اس کارین (ای‌اف-۳۳) (به انگلیسی: USS Karin (AF-33)) یک کشتی لجستیک نظامی در جنگ جهانی دوم بود که ۳۳۸ فوت (۱۰۳ متر) طول داشت. این کشتی در سال ۱۹۴۴ ساخته شد.